# Jan Šépka

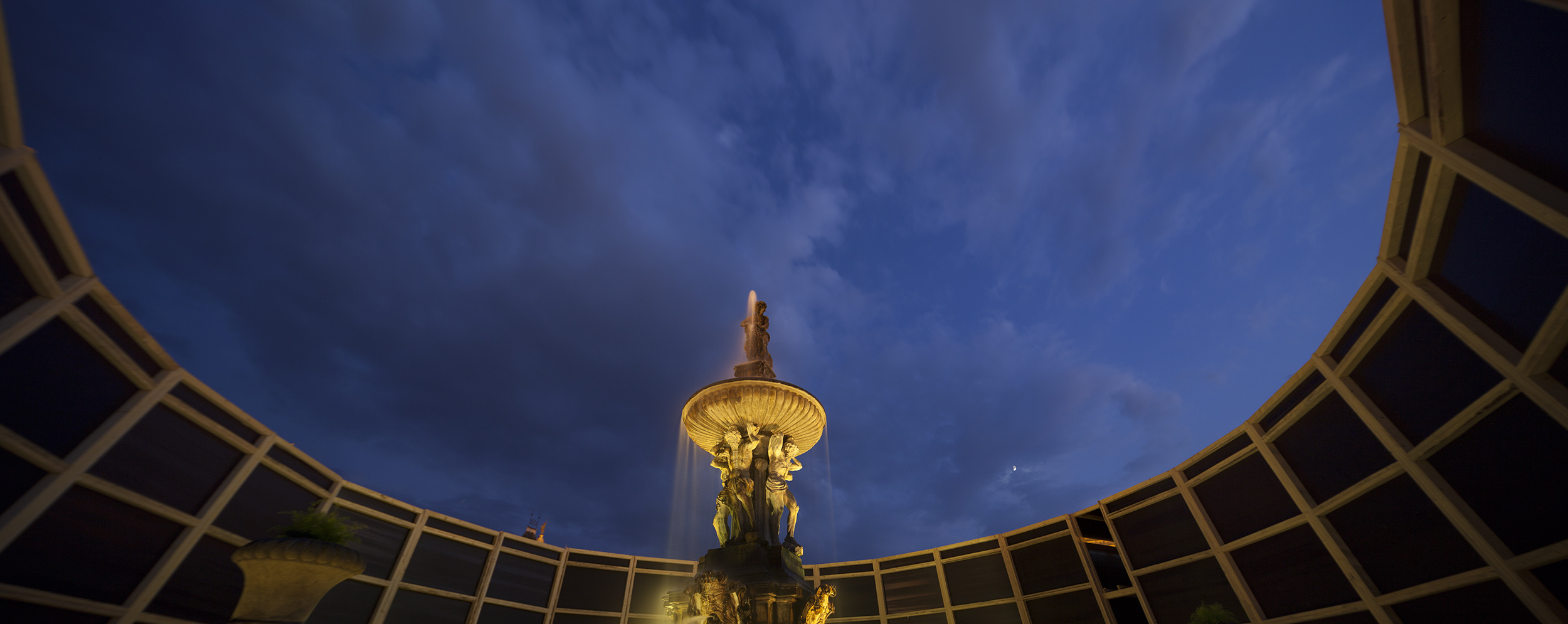
Dílo „Vnímání“ vystavené na náměstí Přemysla Otakara II. v Českých Budějovicích na podzim roku 2016

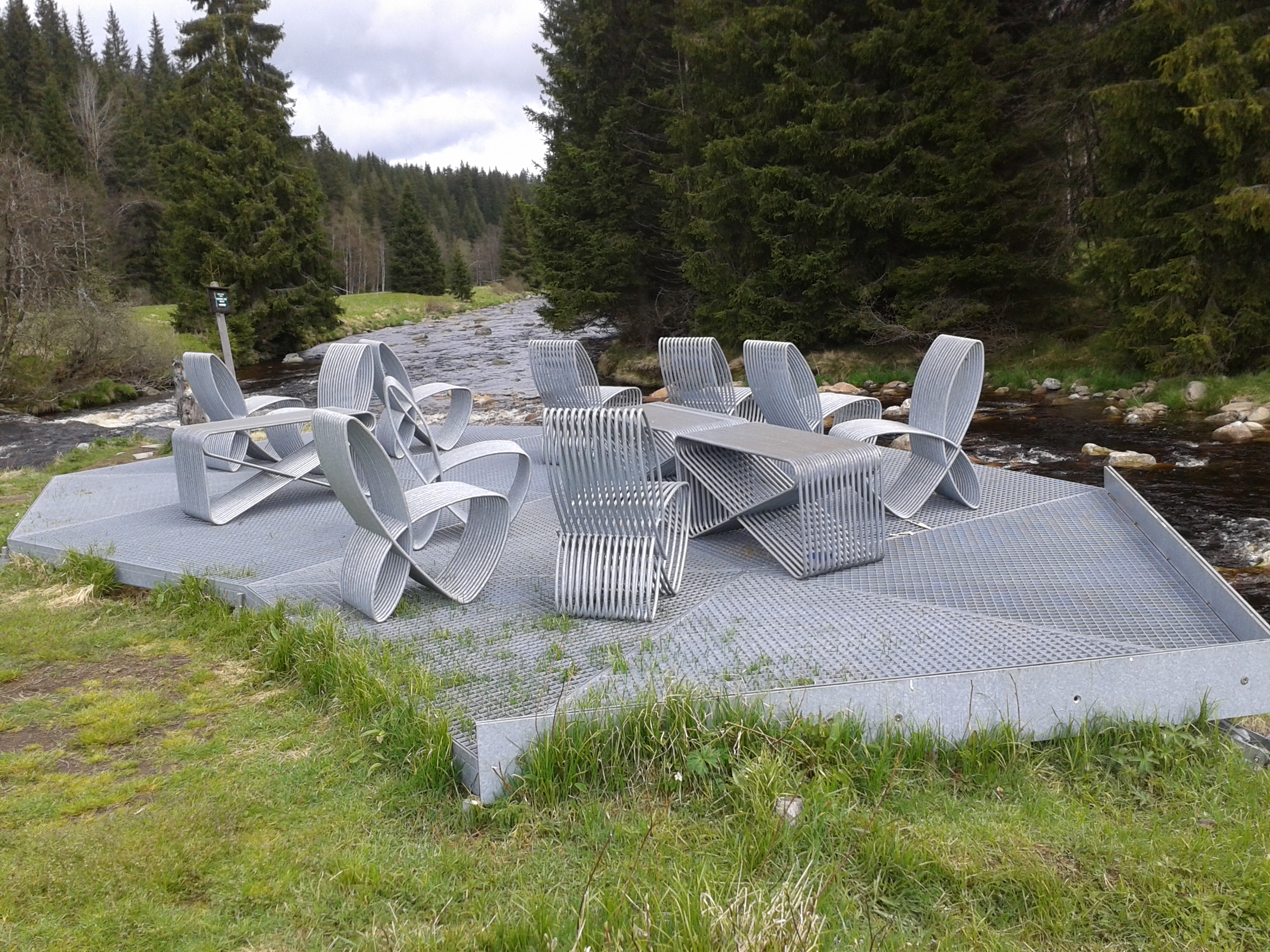
2009–2010: „Pokoj v krajině“, Modrava

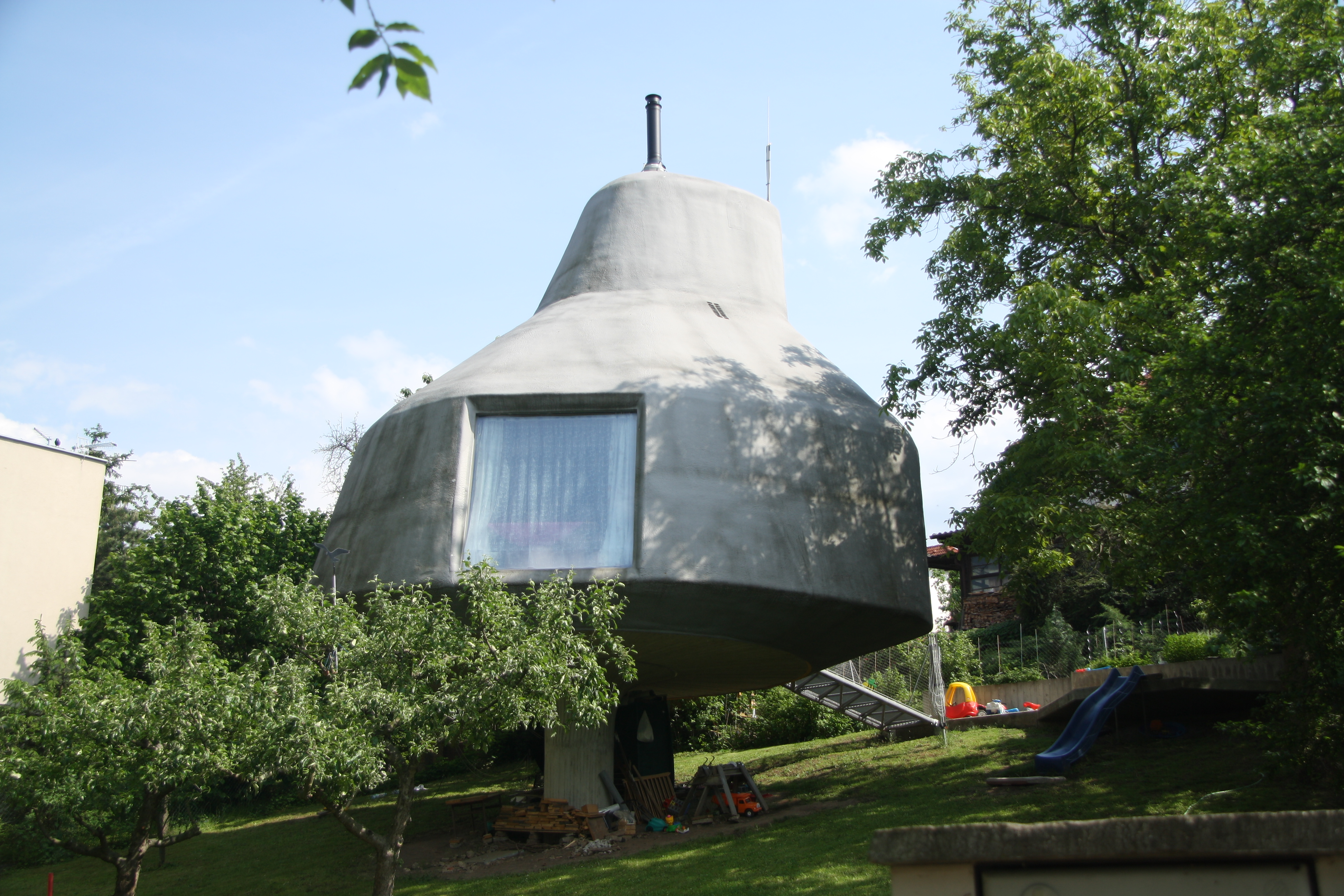
Celkový pohled na vilu v ulici K Rokytce 1686 v Praze–Kyjích; „Dům v sadu“

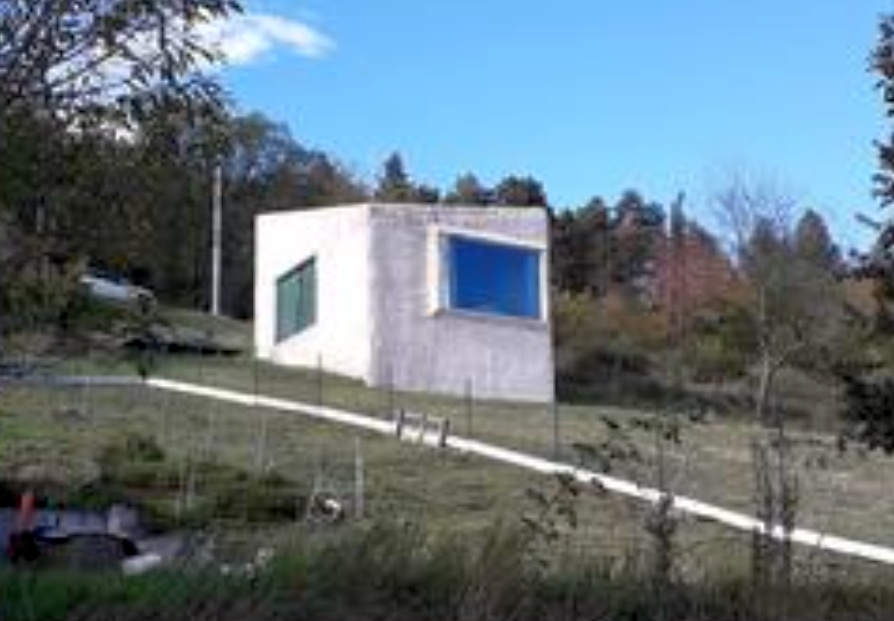
2000–2009: „Vila Hermína“, Černín

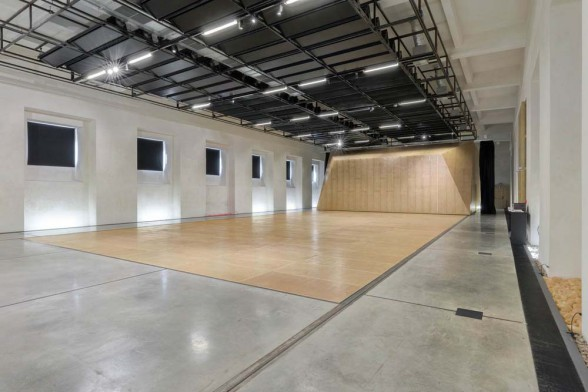
2011–2013: Jízdárna v Litomyšli

Jan Šépka (* 29. října 1969, Praha) je pražský architekt, který se podílel na řadě projektů, které byly oceněny jak v České republice tak i v zahraničí. K těm charakteristickým a veřejnosti známým patří například: úpravy Horního náměstí v Olomouci (1995–2001), úpravy Jiřského náměstí na Pražském hradě (1997–2002), Arcidiecézní muzeum v Olomouci (1998–2006), „vila v Berouně“ (2002–2004), „vila Hermína“ (2000–2009), úpravy zámeckého návrší v Litomyšli (2007–2016), návrh národní knihovny v Praze (2007), „Pokoj v krajině“ v šumavské Modravě (2009–2010), „Dům v sadu“ (2011–2016) nebo instalace „Vnímání“ v Českých Budějovicích (2016).

## Profesní životopis
V letech 1988 až 1995 studoval na Fakultě architektury ČVUT v Praze a v letech 1993 až 1997 navštěvoval Školu architektury AVU. Společně s Michalem Kuzemenským založil v roce 1994 skupinu (spolek) „Nová česká práce“.  V letech 1998 až 2009 byl společně s Petrem Hájkem a Tomášem Hradečným společníkem ateliéru HŠH architekti, s.r.o. V roce 2009 založil Jan Šépka vlastní projekční kancelář („Šépka architekti“).  Jako pedagog na Fakultě architektury ČVUT v Praze působil Jan Šépka v období od roku 2004 až do roku 2014. V následujících dvou letech (2014 až 2016) zastával funkci vedoucího Kanceláře projektů a soutěží v Institutu plánování a rozvoje (IPR) v Praze. Od roku 2014 vede Jan Šépka ateliér A1 na Vysoké škole uměleckoprůmyslové (UMPRUM) v Praze. V této instituci obhájil (v roce 2015) svoji habilitační práci (na téma „Jak se dělá město“) a byl jmenován docentem pro obor Architektura. V roce 2006 byl Jan Šépka editorem ročenky „Česká architektura 2006–2007“. V roce 2015 (společně s Mirkou Tůmovou) vydal knihu „Jak se dělá město“. Od roku 2014 je Jan Šépka ve správní radě Nadace muzeum Stanislava Suchardy. V roce 2020 byl Jan Šépka jmenován profesorem.

## Publikační činnost
- Šépka, Jan a Tůmová, Mirka. Jak se dělá město. 1. vyd. Praha: Prostor - architektura, interiér, design, 2015. 637 stran. ISBN 978-80-87064-15-3.

- Šépka, Jan. (Editorka a autorka textu: Vendula Hnídková; grafika: Milan Nedvěd). „Inspirace“. 1. vydání. Praha: Nakladatelství UMPRUM, 2019.[8][9][10][11]

## Realizace (chronologicky)
- 1995–1997: Interiér rodinného domu - Praha Petřiny[5]
- 1995–2001: Úprava veřejných ploch Horního náměstí v Olomouci[5]
- 1997–2002: Úpravy Jiřského náměstí na Pražském hradě[5][6]
- 1997–1998: Půdní vestavba – Praha Petřiny[5]
- 1998–2006: Arcidiecézní muzeum v Olomouci[5][6]
- 2000–2009: „Vila Hermína“, Černín[5][6]
- 2001: Schodiště v Libni u Prahy[5]
- 2002: Buňka – výstava Mega – fórum pro experimentální architekturu[5]
- 2002–2004: Vila v Berouně[5][6]
- 2002–2006: Rekonstrukce vily v Říčanech u Prahy[5]
- 2004–2006: Střešní nástavba - Praha Malvazinky[5]
- 2009–2010: „Pokoj v krajině“, Modrava[5][6]
- 2007–2013: Rekonstrukce jízdárny v Litomyšli[5]
- 2007–2016: Úpravy zámeckého návrší v Litomyšli[5][6]
- 2011–2016: „Dům v sadu“[5][6]
- 2016: „Vnímání“ – instalace na náměstí Přemysla Otakara II. v Českých Budějovicích[5][6]

## Oceněné práce (chronologicky)[12]
- 1992: Cena For arch, 1. místo v soutěži, za projekt Dispečerského stavědla v Praze[5]
- 1993: Cena Jaromíra Krejcara, 1. místo v soutěži, za projekt Prašného mostu na Pražském hradě[5]
- 1995: Cena Josefa Hlávky za projekt Obecní školy v Bedřichově v Jizerských horách[5]
- 1995: 1. odměna v ideové soutěži za dostavbu náměstí Míru ve Zlíně[5]
- 1995: 1. místo v soutěži za návrh úprav Horního náměstí v Olomouci[5]
- 1997: 1. místo v soutěži za návrh řešení výdlažby Jiřského náměstí na Pražském hradě[5]
- 1997: Mimořádná odměna za návrh veřejného parku v Litomyšli[5]
- 1998: Čestné uznání v Grand prix za realizaci interiéru rodinného domu v Praze[5]
- 1998: 1. odměna v soutěži za návrh zastupitelského úřadu v Ottawě[5]
- 1998: 3. místo v soutěži za návrh rekonstrukce Sovových mlýnů v Praze[5]
- 1998: 1. místo v soutěži za návrh Arcidiecézního muzea v Olomouci[5]
- 1999: Čestné uznání v Grand prix za realizaci schodiště v podkrovním bytě v Praze[5]
- 2001: 3. místo v soutěži za návrh Národní technické knihovny v Praze[5][6]
- 2001: Čestné uznání v Piranesiho ceně za realizaci úprav Horního náměstí v Olomouci[5]
- 2002: Cena v Grand prix za realizaci úprav Horního náměstí v Olomouci[5]
- 2002: Čestné uznání v Grand prix za realizaci schodiště v rodinném domě v Libni u Prahy[5]
- 2002: 3. místo v soutěži za návrh knihovny v Hradci Králové[5]
- 2004: Odměna v soutěži za návrh Hudebně dramatické laboratoře JAMU v Brně[5]
- 2004: 3. místo v soutěži za návrh Fakulty architektury ČVUT v Praze Dejvicích[5]
- 2004: Nominace za ČR - realizace Hospodářského dvora Arcidiecézního muzea v Olomouci na evropskou cenu Miese van der Rohe[5]
- 2004: Public Space – Freiraum no2 – 1. místo za realizaci výdlažby Jiřského náměstí na Pražském hradě[5]
- 2004: zvláštní cena poroty v soutěži „Nový domov 2004“ za realizaci vily v Berouně[5]
- 2005: Bauwelt – Preis, čestné uznání za realizaci vily v Berouně[5]
- 2006: Nominace za ČR - realizace Arcidiecézního muzea v Olomouci na evropskou cenu Miese van der Rohe[5]
- 2007: 3. místo v architektonické soutěži za návrh Národní knihovny v Praze[5]
- 2007: Hlavní cena Stavba roku za realizaci Arcidiecézního muzea v Olomouci[5]
- 2007: Cena Archiwebu za dosavadní architektonickou tvorbu[5]
- 2008: Nominace na Cenu Klubu za starou Prahu za realizaci Arcidiecézního muzea v Olomouci[5]
- 2009: Cena Rudolfa Eitelbergera za realizaci Horního náměstí v oblasti architektury, urbanismu a péče o památky v Olomouci a na Olomoucku za léta 1990–2008[5]
- 2010: Nominace za ČR – realizace „vily Hermíny“ na evropskou cenu ECOLA[5]
- 2010: Nominace za ČR – realizace „vily Hermíny“ na evropskou cenu Mies van der Rohe[5]
- 2012: Nominace za ČR - realizace „vily Hermíny“ na evropskou cenu brick´12 Award[5]
- 2012: Czech and Slovak Galvanizing Award 2012 za realizaci „Pokoj v krajině“ v šumavské Modravě[5]
- 2012: Bronzová medaile na A'Design Award za židli a stůl (součást instalace „Pokoj v krajině“ v šumavské Modravě)[5]
- 2013: Nominace na cenu Architekt roku 2013[5]
- 2016: Nominace za ČR - realizace „domu v sadu“ na evropskou cenu Mies van der Rohe[5]
- 2017: 2. místo v soutěži za návrh Obnova Jiráskova náměstí a klášterní zahrady v Plzni[5]

## Účast na výstavách (chronologicky)[12]
- 1993: Galerie Ve dvoře, Kolín (samostatná výstava)[5]
- 1994–1996: Putovní výstava „Nová česká práce 1990–1994“ byla prezentována v Praze, Bratislavě a v Berlíně [5]
- 1999–2003: Putovní výstava „Prostorový dům“ byla prezentována v Liberci, Praze, Chebu, Brně, Budapešti a v Oslo (kurátor: Soňa Ryndová)[5]
- 1999: Účast na výstavě „Český design“, NG – Veletržní palác, Praha[5]
- 2000: Účast na výstavě Praha 2000, Fragnerova galerie, Praha (kurátor: Soňa Ryndová)[5]
- 2002: Účast na výstavě „Mega – Megamanifeste“, Künstlerhaus, Vídeň (kurátor: Jan Tabor)[5]
- 2002: Účast na výstavě „Český salón“, IFA, Paříž (kurátor: Alena Hanzlová)[5]
- 2006: Účast na výstavě „BIG DEAL“, Uměleckoprůmyslové muzeum v Bělehradě (kurátoři: CCEA, Igor Kovačevič, Yvette Vašourková)[5]
- 2007: Účast na výstavě „Forma následuje... risk“, galerie Futura v Praze (kurátoři: Jana a Jiří Ševčíkovi, Monika Mitášová)[5]
- 2008: Účast na výstavě „Intercity: Berlín – Praha“, Palác Adria[5]
- 2008: Účast na výstavě „Czech Architecture“, WCEF, New Orleans, USA[5]
- 2012: Společně s (historikem architektury) Jakubem Potůčkem autor výstavy: „Architektura je atentátem na dobrý vkus!“, Muzeum umění Olomouc[5]
- 2012: Společná výstava s Ester Havlovou: „Dva domy a místa, kde se nespěchá“ ve fóru experimentální architektury, MuseumsQuartier Wien (kurátor Jan Tabor)[5]
- 2013: Účast na výstavě „Atlas of the Unbuilt World“, Londýn[5]
- 2013: Výstava UKG – Děčín, Jan Šépka, práce[5]
- 2014: Účast na výstavě Punk v české architektuře, Fragnerova galerie v Praze (kurátoři: kunsthistorik Dan Merta, Jakub Fišer a Filip Šenk)[5]
- 2014: Účast na výstavě CZECHSCAPE, Fragnerova galerie v Praze (kurátor: kunsthistorik Dan Merta)[5]
- 2014: Účast na výstavě „Místa architektonického vz(d)oru“, Fragnerova galerie v Praze (kurátor: Petr Volf)[5]